# Tomáš Majtán
Tomáš Majtán (Bratislava, 30 marzo 1987) è un calciatore slovacco, attaccante dell'Holice.

## Palmarès

### Club

#### Competizioni nazionali
- Coppa di Slovacchia: 1

Žilina: 2011-2012